# Igé (Orne)
 Igé  es una población y comuna francesa, situada en la región de Baja Normandía, departamento de Orne, en el distrito de Mortagne-au-Perche y cantón de Bellême.

## Demografía
| 894 | 890 | 885 | 804 | 685 | 702 |
| Para los censos de 1962 a 1999 la población legal corresponde a la población sin duplicidades (Fuente: INSEE [Consultar]) |     |     |     |     |     |